# Anne Breitreiner
Anne Breitreiner, coniugata Delafosse (Monaco di Baviera, 7 settembre 1984), è un'ex cestista tedesca.
Alta 183 cm, giocava come guardia.

## Carriera
Con la Germania ha disputato tre edizioni dei Campionati europei (2005, 2007, 2011).
Nelle qualificazioni agli europei 2009 è stata la miglior marcatrice della formazione tedesca con 18,6 punti di media a partita.
Nel 2010-11 ha giocato con in Italia con il Club Atletico Faenza proveniente dal Tarbes, formazione francese con la quale ha disputato l'Eurolega nella stagione precedente.